# Дурасно (департамент)
Дурасно (ісп. Durazno) — департамент у центральній частині Уругваю, займає територію 11 643 км² (6,64 % загальної площі Уругваю). Населення — 57 088 осіб (2011), Адміністративний центр — місто Дурасно. Північну межу департаменту утворює річка Ріо-Негро. Назва департаменту в перекладі з іспанської означає «персик».

## Демографія
За даними на 2004 р. населення Дурасно становило 58 859 осіб.
- Рівень народжуваності: 17,47 на 1000 осіб
- Рівень смертності: 9,15 на 1000 осіб
- Середня тривалість життя: 75,8 року (72,2 року для чоловіків і 79,6 року для жінок).

Основні населені пункти:
| Населений пункт   | Населення, осіб (2011) |
| ----------------- | ---------------------- |
| Дурасно           | 34368                  |
| Саранді-дель-Ї    | 7176                   |
| Вілья-дель-Кармен | 2692                   |
| Ла-Палома         | 1443                   |
| Сентенаріо        | 1136                   |
| Серро-Чато        | 1124                   |
| Санта-Бернардина  | 1094                   |
| Бланкільйо        | 1084                   |

| Населений пункт | Населення чол. (2011) |
| --------------- | --------------------- |
| Карлос-Рейлес   | 976                   |
| Сан-Хорхе       | 502                   |
| Байгорія        | 161                   |
| Омбуес-де-Орібе | 89                    |
| Агуас-Буенас    | 86                    |
| Фелісіано       | 77                    |

## Адміністративний поділ
Департамент Дурасно ділиться на 2 муніципалітети:
- Саранді-дель-Ї (Sarandí del Yí)
- Вілья-дель-Кармен (Villa del Carmen)

## Економіка
Основу економіки Дурасно становить сільське господарство, важливе значення має молочне і м'ясне тваринництво.